# Atopochilus macrocephalus
Atopochilus macrocephalus е вид лъчеперка от семейство Mochokidae.

## Разпространение
Видът е разпространен в Ангола.